# Callicarpa americana
Callicarpa americana es una especie de arbusto perteneciente a la familia de las verbenáceas. Es nativo del sur de Estados Unidos y a menudo se cultiva como planta ornamental en jardines y patios. 
Esta especie produce grandes racimos de bayas de color púrpura; que generalmente las consumenn las aves y los ciervos, que por lo tanto contribuyen a la dispersión de las semillas, y en menor medida consumidas por las personas.

## Usos
Las bayas que tienen un sabor dulce, son aptas para el consumo humano fresco solo en pequeñas cantidades, debido a que son astringentes; por ello se prefiere su consumo preparado, y se utilizan en la confección de jaleas y mermeladas.  
Las raíces se usan para hacer té de hierbas.  Como un remedio popular se ha afirmado que "las hojas frescas machacadas  ayuda a mantener alejados a los insectos que pican a los animales como caballos y mulas".  Un compuesto de plantas aisladas  ha demostrado su eficacia en los ensayos como un repelente de los mosquitos.

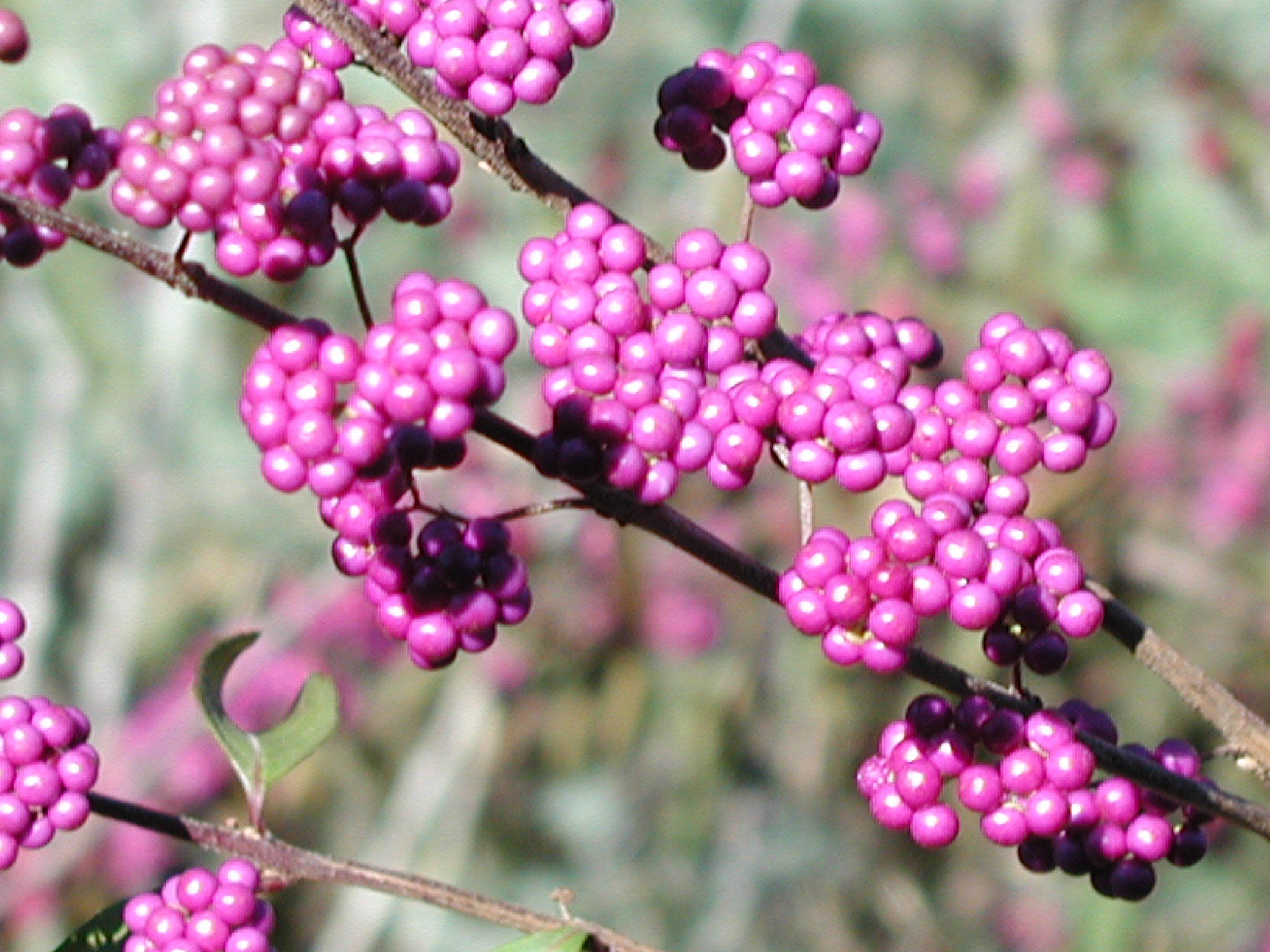
Frutos

## Distribución
Se extiende desde Maryland a Florida, al oeste de Texas y Arkansas, y también México, Bermudas, las Bahamas y Cuba.

## Características
Las plantas con bayas blancas se encuentran en cultivo bajo el nombre de  Callicarpa americana var. lactea; no todas las autoridades reconocen esta como una variedad distinta (en el sentido botánico del rango por debajo de las subespecies).

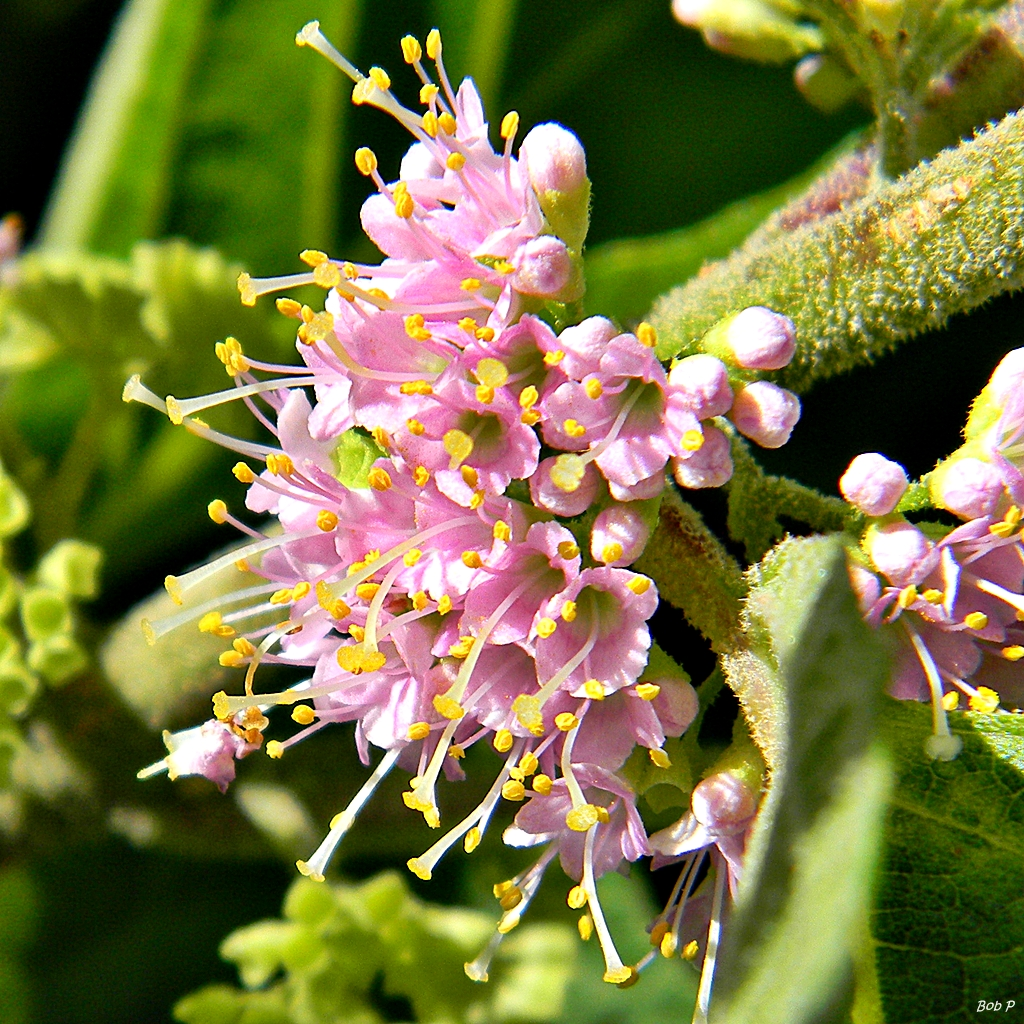
Detalle de la flor

## Taxonomía
Callicarpa americana fue descrita por Carlos Linneo  y publicado en Species Plantarum 1: 111. 1753.
Callicarpa: nombre genérico derivado del griego kalli = "hermoso" y carpae = "fruta", refiriéndose a sus frutas bellamente coloreados.
americana: epíteto geográfico que alude a su localización en América.
Sinonimia
- Burchardia americana (L.) Duhamel
- Burchardia callicarpa Crantz
- Callicarpa serrata Moench
- Callicarpa viburnifolia Salisb.
- Johnsonia americana (L.) Mill.[6][7]